# Oxyteleia nitida
Oxyteleia nitida är en stekelart som först beskrevs av Jean-Jacques Kieffer 1914.  Oxyteleia nitida ingår i släktet Oxyteleia och familjen Scelionidae. Inga underarter finns listade i Catalogue of Life.